# Heroes of Might and Magic II
Heroes of Might and Magic II: The Succession Wars (укр. «Герої меча та магії II: Війни за престол») — відеогра, друга частина серії покрокових стратегій з рольовими елементами «Heroes of Might and Magic». Була розроблена компанією New World Computing і видана в 1996 році компанією 3DO.

## Ігровий процес

### Основи

Герой-чародій подорожує картою пригод

Як і в попередній грі, тут гравець керує арміями, очоленими героями, щоб знищити ворогів чи виконати інше вказане завдання. Основи ігрового процесу лишилися тими самими, але з удосконаленнями і покращеною графікою. Гра відбувається за кроками, вимагаючи розвитку свого міста (міст) і героя (героїв), дослідження навколишніх земель, збору армії та битв.

### Герої
На додаток до старих класів з першої частини (Лицар, Варвар, Чародійка і Чорнокнижник) в Heroes II були додані Маг і Некромант. Всі герої, що належать до того самого замку, однакові і відрізняються тільки портретами. Жодною спеціалізацією конкретний герой не володіє, на відміну від пізніших ігор серії.
Всі герої, як і в першій частині, мають чотири основних характеристики (окрім вторинних):
- Атака (англ. Attack Skill) — визначає силу атаки істот в армії.
- Захист (англ. Defense Skill) — визначає захист армії.
- Сила чарів (англ. Spell Power) — впливає на ефективність і тривалість використовуваних заклинань.
- Знання (англ. Knowledge) — визначає запас мани героя.

Досліджуючи карту і здобуваючи перемоги в битвах, герої отримують досвід і збільшення одного з первинних і вторинних параметрів. Для кожного наступного збільшення рівня героєві необхідно набирати все більше досвіду.

### Вторинні навички
У Heroes II гравцеві пропонується розвивати героїв за допомогою системи вторинних навичок. На противагу першій частині серії, в якій герой мав тільки 4 основних параметра (атака, захист, магічна сила і знання), друга гра серії дозволяє розвивати і безліч вторинних навичок. Наприклад, "Стрільба" (англ. Archery) — підвищує ушкодження, завдавані стрільцями героя, "Балістика" (англ. Ballistics) — збільшує ефективність катапульти і зменшує шанс промаху. Частина навичок схожі за дією зі спеціальними здібностями героїв з Heroes of Might and Magic I (наприклад, "Навігація" чародійок і "Розвідка" чорнокнижників).
Герой може володіти максимум вісьмома з чотирнадцяти можливих вторинних навичок. Кожна вторинна навичка може бути розвинена до одного з трьох рівнів: базового, просунутого або експертного. Коли герой переходить на новий рівень (шляхом отримання досвіду або відвідування спеціальних будівель), він отримує +1 до одного з основних параметрів, а також має право вибрати одну з двох вторинних навичок. Можуть бути запропоновані як новий рівень вже наявної навички, так і нова навичка базового рівня.

### Магічна система
У цій грі була істотно змінена система магії. У першій частині серії основний параметр "Знання" позначав максимальну кількість застосувань одного заклинання. Наприклад, герой зі "Знанням", рівним 4, міг чаклувати кожне зі своїх заклинань не більше, ніж 4 рази. У Heroes II ця система була замінена системою очок заклинань. При цьому герой вивчає заклинання назавжди, але кожне його застосування вимагає певної кількості мани. Кількість очок, які є у героя, зазвичай визначається його "Знанням", помноженим на 10. Наприклад, якщо у героя "Знання" 3, то у нього спочатку є 30 очок. Після того, як він створить заклинання вартістю 8 очок, їх залишиться 22. Очки заклинання зазвичай відновлюються по одному за день, проте в деяких випадках цей процес може бути прискорений.
Всі герої, які мають книгу магії, можуть вивчати заклинання перших двох рівнів Гільдії магів. При необхідності книгу магії можна придбати в Гільдії. Для вивчення магії 3 рівня необхідна навичка базової мудрості, 4-го — просунутої і 5-го — експертної. Умовно всі заклинання поділяються на бойові й похідні. Бойові (англ. Combat) застосовуються під час бою. Похідні (англ. Adventure) застосовуються під час перебування на карті. Ймовірності появи заклинань в Гільдії магів неоднакові, наприклад, на 5-му рівні найрідкісніше закляття — "Міський Портал", а "Гіпноз" трапляється частіше інших. Заклинання перших трьох рівнів герой може вивчити не тільки в Гільдії магів, але і відвідуючи відповідні будівлі на карті пригод, а за наявності навички "Очі орла" — і після бою з ворожим героєм, вивчивши застосовану ним магію. У бою на один підрозділ одночасно може бути накладено кілька довготривалих заклинань. Виняток становлять заклинання з протилежним ефектом ("Благословіння" і "Прокляття", "Прискорення" і "Сповільнення"), а також заклинання "Сталева шкіра" порівняно з більш слабкою версією "Камінна шкіра", які взаємно скасовують одне одного. На драконів ніяка магія не має впливу. На гномів магія не діє випадковим чином з імовірністю 25%.

### Ресурси
У грі наявні 7 типів ресурсів: золото, дерево, камінь, сірка, самоцвіти, кристали і ртуть. Кожен день гравець отримує золото, його кількість залежить від кількості дрібних міст, статуй і великих міст. Можна знаходити золото та інші ресурси, розкладені купками на карті світу, але вони часто мають охорону. Крім того, гравець може знаходити рудники, що надають йому додаткові щоденні ресурси. Скрині зі скарбами пропонують вибрати між золотом і досвідом, який отримується за роздачу скарбу селянам.

### Міста
У Heroes II кожна раса має свій унікальний тип міста і замку, що будується в ньому. Гра надає гравцю можливість покращувати найнятих у них істот, але не всіх, на відміну від наступних ігор серії. Для цього необхідно будувати поліпшені варіанти їхніх поселень. Звичайні істоти піддаються модернізації за наявності необхідних будівель і достатньої кількості золота. Наприклад, після поліпшення Сторожового посту замість звичайних Пікінерів будуть найматися Пікінери-ветерани.
Зазвичай поліпшені істоти відрізняються від своїх звичайних аналогів тільки збільшенням однієї або декількох основних характеристик (наприклад, атаки, захисту, здоров'я або швидкості), але іноді покращена істота має спеціальні можливості. Так, наприклад, Лорди вампірів (одержувані поліпшенням звичайних Вампірів) можуть висмоктувати життя з ворогів. Це означає, що при ударі вони не тільки завдають ушкоджень атакованій істоті, а й додають до свого здоров'я стільки ж, скільки вони завдали ушкоджень ворогові. Причому таким чином можуть ожити вже вбиті, якщо здоров'я віднято більше, ніж має один Вампір.
- Замок Лицарів дозволяє наймати істот: Селянин, Стрілець-> Рейнджер, Пікінер -> Пікінер-ветеран, Мечник -> Мечник-майстер, Вершник -> Чемпіон, Паладин -> Хрестоносець;
- Замок Чародіїв: Гобіт, Кабан, Залізний Голем -> Сталевий голем, Рух, Маг -> Архімаг, Гігант -> Титан;
- Замок Чарівниць: Фея, Гном -> Бойовий гном, Ельф -> Вищий ельф, Друїд -> Старший друїд, Єдиноріг, Фенікс;
- Замок Варварів: Гоблін, Орк -> Вождь орків, Вовк, Огр -> Лорд огрів, Троль -> Бойовий троль, Циклоп;
- Замок Чорнокнижників: Кентавр, Горгулья, Грифон, Мінотавр -> Цар мінотаврів, Гідра, Зелений дракон-> Червоний дракон-> Чорний Дракон;
- Замок Некромантів: Скелет, Зомбі -> Зомбі-мутант, Мумія -> Королівська мумія, Вампір -> Лорд вампірів, Ліч -> Могутній ліч, Кістяной дракон;

Кожне місто саме по собі приносить у скарбницю гравця 250 золотих на день. Його функції та оборона збільшуються відповідними добудовами. Після побудови першої Гільдії злодіїв (англ. thieves Guild) можна дізнатися, які загони стоять у ворожих містах. З двома буде відома їх приблизна чисельність і т. д. Інформація, що повідомляється в гільдії, оновлюється безперервно. Щоб отримати максимальну інформацію, потрібно мати п'ять гільдій. В замках можна залишати капітанів. Параметри капітанів залежать тільки від типу замку і не змінюються з часом. У бою капітан може застосовувати заклинання перших двох рівнів Гільдії магів. Капітан повністю відновлює запас мани після кожної битви. В містах можна звести ринок, чим більше ринків має гравець, тим вигіднішим стає обмінний курс ресурсів. Для максимальних знижок достатньо мати 9 ринків, за більшої їх кількості курс не змінюється. Кожен замок не лише забезпечує оборону міста, а й приносить у скарбницю гравця 1000 золотих щодня (без урахування додаткових будівель). Крім того в замках можна наймати нових героїв, а для більшої охорони замку може бути залишений гарнізон.

## Сюжет
Дія основних кампаній гри розгортається в королівстві Енрот на однойменному континенті однойменної планети. Після смерті короля Морглінна на прізвисько Залізний Кулак (англ. Ironfist, що фігурував в першій частині серії) тут вибухнула боротьба за владу між його синами — Роландом і Арчібальдом. Роланд уособлює собою «добрі» сили (Лицарів, Чарівниць і Чародіїв), а Арчібальд — «злі» (Варварів, Чаклунів і Некромантів). Нижче наведений сюжет кампанії за Роланда.
Вибір спадкоємця в королівстві Енрот після смерті короля Айронфіста за традицією визначався королівським провидцем, однак він втонув при аварії корабля. Три його наступника загинули один за одним, що вказувало на втручання Арчібальда. Останній оголосив, що це Роланд намагається зірвати його коронацію. Роланд, в страху за своє життя, рятується втечею, а в його відсутність Арчібальд підкупляє нового провидця, який оголошує Арчібальда правонаступником престолу. Тим часом незалежний провидець розказує, що саме Роланд повинен стати королем. Роланд збирає своїх вірних васалів і оголошує війну братові і тим лордам, які присягнули лиходієві на вірність.
Гравець виступає в ролі вірного Роланду генерала і отримує завдання розгромити бунтівних лордів в околиці його літнього палацу. Після першої перемоги Роланд просить гравця розбити ще трьох бунтівних лордів, котрі знаходяться в союзі один з одним. Тим часом війська Арчібальда вторглися в землі гномів з метою залякування і розграбування їх скарбів, потрібних для ведення війни. Король гномів Роклін шле Роланду прохання про допомогу. Велика армія Арчібальда направляється до місцевості Каратор з розвиненою гірничодобувною промисловістю, також потрібною Роланду для його армії. Роланд радиться з генералом, якого представляє гравець, що робити далі — надати допомогу гномам або прямо кинути сили в Каратор. Після падіння твердині ворога і звільнення всіх міст гномів гравець здобуває перемогу, отримує похвали від Рокліна і Роланда і бонус — надалі всі нейтральні загони гномів безкоштовно приєднуються до сил гравця.
Армія Роланда з деяким запізненням відносно Арчібальда прибуває в місцевість Каратор, де шахти видобувають рідкісні ресурси. Останній шматочок нічийної землі лежить перед військами протиборчих братів. Після брифінгу з Роландом, гравець отримує повідомлення від Арчібальда з прозицією перейти на його сторону. У разі згоди, гравець переходить в Сценарій 5 кампанії Арчібальда, втрачаючи бонус у вигляді союзу з гномами. При збереженні вірності Роланду з'ясовується, що Арчибальд зумів-таки переманити до себе іншого генерала військ Роланда і співвідношення сил знову 3:1 на користь ворога.
Від гільдії чарівниць в місті Норастон надходить повідомлення, що сили Арчібальда погрожують їм повним знищенням. Роланд посилає їм на допомогу лицаря Лорда Холтона. Після успішного розгрому сил Арчібальда під Норастоном радники Роланда розділилися в думках, що слід зробити: або набрати сил для вирішальної сутички з Арчібальдом, або відшукати Корону Всевладдя. Сам Роланд надає вибір своєму вірному генералу, тобто гравцеві. Сценарій 7 — це пошук Корони, після його проходження сценарій 8 стає недоступним.
В сценарії 8 за 2 місяці (56 днів) гравець повинен перемогти противника, зібравши за цей час потужну армію. Уцілілі воїни цієї армії будуть доступні у фінальній сутичці з Арчібальдом. Армія Роланда вступає у відкритий бій з силами Арчібальда. Гравець також отримує в своє командування Лорда Хаарта — одну з ключових фігур в наступній грі серії, Heroes of Might and Magic III.
Арчібальд відкидає пропозицію Роланда про капітуляцію і збирає велику армію для останнього бою. Роланд віддає все командування (і себе як героя-чарівника) гравцеві для якнайшвидшого розгрому свого суперника, проте розгром Роланда в бою значить миттєву поразку гравця. Після перемоги Роланда Арчібальд як покарання перетворюється на кам'яну статую з можливістю подальшого оживлення, що і відбувається згодом по ходу гри Might And Magic VI. Сам Роланд тепер стає повноправним королем країни.

## Heroes of Might and Magic II: The Price of Loyalty
Heroes of Might and Magic II: The Price of Loyalty (укр. «Герої Меча і Магії II: Ціна вірності») — доповнення до Heroes of Might and Magic II. Було розроблене компанією Cyberlore Studios і видане в 1997 році компанією New World Computing. The Price of Loyalty стало першим доповненням в серії Heroes of Might and Magic.
У The Price of Loyalty з'явилася нова споруда для некромантів — Вівтар (англ. Shrine), що працює за тим же принципом, що і Підсилювач некромантії (англ. Necromancy Amplifier) у всіх наступних виданнях гри. Були додані нові артефакти, в тому числі один складений з трьох частин (навколо якого розгортається кампанія «Ціна вірності») і багато таких, що дають бонуси в чомусь одному за рахунок штрафів в іншому.
Додалися нові споруди на карті, серед яких будівля для платного знищення шкідливих і сумнівних артефактів. Було введено систему воріт і ключників. Елементалів і духів в доповненні можна було закупувати до армії в спеціальних будівлях на карті.